# Quicken the Heart
Quicken the Heart è il terzo album del gruppo musicale di Newcastle Maxïmo Park.
Il disco è disponibile in vinile, CD,  edizione speciale CD + DVD o download digitale. Con il CD è inclusa una T-Shirt della band.
Il produttore è Nick Launay, della Yeah Yeah Yeahs, già produttore di Nick Cave e Talking Heads.
L'edizione speciale contiene, oltre al CD, un DVD intitolato "Monument" della durata di 68 minuti che mostra le riprese fatte durante lo show del Dicembre 2007 a Newcastle presso il Metro Radio Arena e mostra performance live e backstage. I primi 500 dischi comprati on line tramite il sito ufficiale della band sono stati firmati dai membri della band.

## Tracce
1. Wraithlike – 2:29 (musica: Lloyd, Smith)
2. The Penultimate Clinch – 2:36 (musica: Lloyd, Smith)
3. The Kids Are Sick Again – 3:04 (musica: Lloyd, Smith, Wooller)
4. A Cloud of Mystery – 3:01 (musica: Wooller, Smith)
5. Calm – 3:07 (musica: Lloyd, Smith)
6. In Another World (You Would've Found Yourself by Now) – 2:59 (musica: Lloyd, Smith)
7. Let's Get Clinical – 3:53 (musica: Smith, Wooller)
8. Roller Disco Dreams – 3:25 (musica: Smith, Lloyd)
9. Tanned – 3:35 (musica: Smith)
10. Questing, Not Coasting – 3:41 (musica: Lloyd, Smith)
11. Overland, West of Suez – 2:46 (musica: Tiku, Wooller, Lloyd, Smith)
12. I Haven't Seen Her in Ages – 3:00 (musica: Smith, Lloyd)

UK iTunes bonus track
1. Lost Property – 3:11 (musica: Lloyd, Smith)

Australian edition bonus track
1. Tales of the Semi-Detached – 1:57

### MonumentDVD
- Recorded live at Newcastle Arena, 15 December 2007

1. Girls Who Play Guitars
2. Graffiti
3. Our Velocity
4. A Fortnight's Time
5. Parisian Skies
6. I Want You to Stay
7. Karaoke Plays
8. By the Monument
9. The Unshockable
10. Limassol
11. Books from Boxes
12. Acrobat
13. Going Missing

## Formazione
- Tom English – batteria
- Duncan Lloyd – chitarra elettrica, Seconda voce, basso nella traccia #6
- Paul Smith – Prima voce
- Archis Tiku – basso
- Lukas Wooller – tastiera, organo

## Classifiche
| Chart                           | Peak Position |
| ------------------------------- | ------------- |
| Austrian Albums Chart           | 58            |
| Belgian Albums Chart (Flanders) | 86            |
| Dutch Albums Chart              | 95            |
| French Albums Chart             | 145           |
| German Albums Chart             | 13            |
| Swiss Albums Chart              | 22            |
| British Albums Chart            | 6             |